# ボグダン1世
ボグダン1世（Bogdan I 、 1307年 - 1367年）は、14世紀のモルダヴィア公（在位：1359年 - 1367年）。ボグダン朝モルダヴィア公国の創始者。

## 生涯
マラムレシュ地方の領主ボグダンは同地方へのハンガリー王国の支配強化に対する抵抗運動を行っていたが、失敗し東隣のモルダヴィアに逃れた。当時、モルダヴィアは対タタール戦に功のあったドラゴシュ家が統治していたが、ドラゴシュ家のハンガリー依存に有力者たちの不満が高まっていた。そこで彼らはボグダンをヴォエヴォド（大公、指導者）に選び、ハンガリーからの独立運動を開始した。ボグダンはドラゴシュの孫・バルシュを追放したが、ハンガリー王ラヨシュ1世はヴェネツィアとの抗争やステファン・ドゥシャン死後のセルビア情勢によってこの反乱を鎮圧することが出来ず、やむなくマラムレシュのボグダンの資産を没収してバルシュに与えた。1359年、モルダヴィア公国の独立が達成された。
1367年、ボグダンは死去し、公位は息子のペトル1世が継いだ。